# Mexcala, Veracruz
Mexcala är en ort i Mexiko.   Den ligger i kommunen Soledad Atzompa och delstaten Veracruz, i den sydöstra delen av landet, 220 km öster om huvudstaden Mexico City. Mexcala ligger 2 364 meter över havet och antalet invånare är 1 487.
Terrängen runt Mexcala är kuperad åt sydost, men åt nordväst är den bergig. Runt Mexcala är det ganska tätbefolkat, med 120 invånare per kvadratkilometer. Närmaste större samhälle är Orizaba, 18,7 km norr om Mexcala. I omgivningarna runt Mexcala växer i huvudsak blandskog.